# Guineoeuops flyensis
Guineoeuops flyensis es una especie de coleóptero de la familia Attelabidae.

## Distribución geográfica
Habita en Papúa Nueva Guinea.